# Mistrzostwa Świata w Szermierce 2002
Mistrzostwa Świata w Szermierce 2002 – 64. edycja mistrzostw odbyła się w stolicy Portugalii – Lizbonie.

## Klasyfikacja medalowa
| Lp. | Państwo          | złoto | srebro | brąz | Razem |
| --- | ---------------- | ----- | ------ | ---- | ----- |
| 1   | Rosja            | 6     | 2      | 1    | 9     |
| 2   | Francja          | 1     | 3      | 1    | 5     |
| 3   | Niemcy           | 1     | 2      | 2    | 5     |
| 4   | Węgry            | 1     | 1      | 2    | 4     |
| 5   | Włochy           | 1     | 1      | 1    | 3     |
| 6   | Chiny            | 1     | –      | 2    | 3     |
| –   | Korea Południowa | 1     | –      | 2    | 3     |
| 8   | Azerbejdżan      | –     | 1      | 1    | 2     |
| –   | Polska           | –     | 1      | 1    | 2     |
| 10  | Estonia          | –     | 1      | –    | 1     |
| 11  | Rumunia          | –     | –      | 3    | 3     |
| 12  | Białoruś         | –     | –      | 1    | 1     |
| –   | Hiszpania        | –     | –      | 1    | 1     |

## Medaliści

### Mężczyźni
| Złoto                                                                                   | Srebro                                                                             | Brąz                                                                                 |
| Floret                                                                                  |                                                                                    |                                                                                      |
| Simone Vanni                                                                            | André Weßels                                                                       | Piotr Kiełpikowski Wu Hanxiong                                                       |
| Niemcy · Ralf Bißdorf · Peter Joppich · Lars Schache · André Weßels                     | Francja · Brice Guyart · Loïc Attely · Jean-Noël Ferrari · Franck Boidin           | Hiszpania · Javier Menéndez · Luis Caplliure · José Francisco Guerra · Javier García |
| Szpada                                                                                  |                                                                                    |                                                                                      |
| Pawieł Kołobkow                                                                         | Fabrice Jeannet                                                                    | Ku Kyo-dong Wital Zacharau                                                           |
| Francja · Fabrice Jeannet · Benoît Janvier · Jean-Michel Lucenay · Hugues Obry          | Rosja · Pawieł Kołobkow · Siergiej Koczetkow · Aleksiej Sielin · Wiaczesław Sielin | Korea Południowa · Ku Kyo-dong · Kim Jeong-gwan · Lee Sang-yeop · Yang Noe-seong     |
| Szabla                                                                                  |                                                                                    |                                                                                      |
| Stanisław Pozdniakow                                                                    | Julien Pillet                                                                      | Mihai Covaliu Luigi Tarantino                                                        |
| Rosja · Stanisław Pozdniakow · Aleksiej Frosin · Siergiej Szarikow · Aleksiej Djaczenko | Włochy · Giampiero Pastore · Giacomo Guidi · Aldo Montano · Luigi Tarantino        | Niemcy · Dennis Bauer · Michael Herm · Harald Stehr · Alexander Weber                |

### Kobiety
| Złoto                                                                             | Srebro                                                                                   | Brąz                                                                                  |
| Floret                                                                            |                                                                                          |                                                                                       |
| Swietłana Bojko                                                                   | Jekatierina Juszewa                                                                      | Edina Knapek Aida Mohamed                                                             |
| Rosja · Swietłana Bojko · Jekatierina Juszewa · Olga Łobincewa · Julija Chakimowa | Polska · Sylwia Gruchała · Małgorzata Wojtkowiak · Anna Rybicka · Magdalena Mroczkiewicz | Rumunia · Laura Badea-Cârlescu · Roxana Scarlat · Cristina Stahl · Zsofia Lazăr-Szabo |
| Szpada                                                                            |                                                                                          |                                                                                       |
| Hyun Hee                                                                          | Imke Duplitzer                                                                           | Ana Maria Brânză Britta Heidemann                                                     |
| Węgry · Hajnalka Tóth · Adrienn Hormay · Hajnalka Kiraly · Ildikó Mincza          | Estonia · Maarika Võsu · Irina Embrich · Olga Aleksejeva · Heidi Rohi                    | Chiny · Luo Xiaojuan · Li Na · Shen Weiwei · Zhong Weiping                            |
| Szabla                                                                            |                                                                                          |                                                                                       |
| Tan Xue                                                                           | Jelena Żemajewa                                                                          | Jelena Nieczajewa Cécile Argiolas                                                     |
| Rosja · Jelena Nieczajewa · Margarita Żukowa · Irina Bażenowa · Natalja Makiejewa | Węgry · Edina Csaba · Orsolya Nagy · Annamaria Nagy · Gabriella Sznopek                  | Azerbejdżan · Jelena Amirowa · Jelena Żemajewa · Anżeła Wołkowa · Żanna Siukajewa     |